# Melinda cognata
Melinda cognata este o specie de muște din genul Melinda, familia Calliphoridae. A fost descrisă pentru prima dată de Johann Wilhelm Meigen în anul 1830. Conform Catalogue of Life specia Melinda cognata nu are subspecii cunoscute.